# 福永壮志
福永 壮志（ふくなが たけし、1982年9月10日 - ）は、日本の映画監督。北海道出身。

## 経歴
2003年に渡米し、2007年にニューヨーク市立大学ブルックリン校の映画学部を卒業。2015年、長編映画デビュー作『リベリアの白い血』（原題：Out of My Hand）が第65回ベルリン国際映画祭のパノラマ部門に正式出品される。同作は、モントリオール世界映画祭、ストックホルム国際映画祭等世界各国の映画祭に出品され、ロサンゼルス映画祭で最高賞にあたるU.S. Best Fiction Award、サンディエゴ・アジアン映画祭で新人監督賞を受賞。翌年には、米インディペンデント映画界で最も重要なアワードショーの一つ、インディペンデント・スピリット賞のジョン・カサヴェテス賞にノミネートされる。
『リベリアの白い血』は『グローリー/明日への行進』の監督であるエイヴァ・デュヴァーネイの配給会社ARRAYにより全米各地で上映された後、iTunesとNetflixにて世界各国で配信される。日本においては、2017年夏に東京のミニシアター、アップリンクでの上映を皮切りに全国各地で劇場公開される。
2016年秋、カンヌ国際映画祭が新人監督を対象に実施するプログラム、シネフォンダシオン・レジデンスに世界中から選ばれた6人の内の1人として参加。4ヶ月半パリに滞在し長編2作目の脚本執筆に取り組む。過去の同プログラム参加監督には『サウルの息子』のネメシュ・ラースローや、『父の秘密』のミシェル・フランコなどがいる。
長編映画二作目の『アイヌモシㇼ』で、カンヌ国際映画祭主催のシネフォンダシオン・レジデンス、NHKサンダンス脚本ワークショップ、イスラエルのサム・スピーゲル国際フィルムラボに選出される。日米中の国際共同制作として完成した同作は、2020年トライベッカ映画祭のインターナショナル・ナラティブ・コンペティション部門に正式出品され、審査員特別賞を受賞する。

## 主な監督作品
- 『リベリアの白い血』（原題：Out of My Hand、2017年）[6]
- 『アイヌモシㇼ』（2020年）[7]
- MIRRORLIAR FILMS Season4『シルマシ』（2022年）[8][9]
- 『山女』（2023年）[10]
- 『TOKYO VICE』（2024年） ※テレビシリーズ第2シーズン第5話「百鬼夜行」
- 『SHOGUN 将軍』（2024年） ※テレビシリーズ第1シーズン第7話「線香一本の時（英語版）」
- 『アイヌプリ』（2024年）[11]

## 主な受賞歴
- 第21回ロサンゼルス映画祭（英語: Los Angeles Film Festival）最高賞受賞
- 第16回サンディエゴ・アジアン映画祭 （英語：San Diego Asian Film Festival）新人監督賞受賞
- 第31回インディペンデント・スピリット賞ジョン・カサヴェテス賞ノミネート
- 第23回レインダンス映画祭　新人監督賞ノミネート
- 第19回トライベッカ映画祭　国際ナラティブ・コンペティション部門　審査員特別賞受賞
- 第15回TAMA映画賞　最優秀新進監督賞 （『山女』）